# Genon.ru
Genon или Генон е руска интернет търсачка, която събира и проверява информацията, привлича посетители и осъществява сътрудничество с други сайтове.
Важен компонент на проекта е реализиране на възможността да отговоря на въпрос на всякакво естество, също така системата заплаща своите редактори според популярността на отговорите. Тази част на проекта е отделна програма, която присъства в Рунет в еднаква степен от подобни проекти, свързани с големи търсачки като Mail.ru и Google.